# 张红健
张红健（1969年—），山西临汾人，汉族，中华人民共和国政治人物、第十二届全国人民代表大会山西地区代表。
毕业于美国西北理工大学工商管理专业，加入九三学社。2013年，被选为全国人大代表。